# Taapaca
Taapaca je neaktivní vulkanický komplex nacházející se západně od hlavního andského pásma na severu Chile, severovýchodně od městečka Putre. Komplex je tvořen andezitovým stratovulkánem a lávovým dómem převážně dacitového složení. V geologické minulosti vulkánu jsou doloženy tři události, při kterých došlo k masivní destrukci vulkánu a následnému vytvoření depozitů kamenných lavin. Na nejmladší z nich leží městečko Putre. Poslední aktivita zahrnuje růst lávového dómu na jihovýchodním okraji komplexu, provázeného vydáváním prachově-popelových proudů a laharů, která končila v holocénu.